# Драпа
Дра́па (др.-сканд. Drápa) — основная форма написания хвалебных песней в скальдической поэзии, также высшая, торжественная форма хвалебной песни.

## Этимология
Слово «драпа» происходит от древненорвежского «drepa», что значит «бить» или «разбивать», и обозначает «песнь, разбитую на части». Также вполне возможен перевод слова «drepa» как «биться», «сражаться», потому как драпа предположительно являлась военной песней (восхваляющей подвиги), в отличие от флокка (flokkr) и квиды (kviða).

## Описание
Хвалебная песнь как таковая — исконный, центральный жанр скальдической поэзии, а драпа является его основной формой. Драпа представляет собой стихотворный перечень имен или каких-либо сведений. Каждая из вис, составляющих драпу, — как правило, замкнутое в метрическом и смысловом отношении целое. Сюжет в драпе отсутствует. Не бывает также и прямой речи, диалогов, монологов и т. п. Единственное, что иногда позволяет установить последовательность вис в драпе, — хронология описываемых событий. Однако эти события (битвы, войны и т. п.) в драпе обычно не индивидуализированы, а представлены общими деталями, часто в виде кеннингов. Вероятно, по этой причине сохранилось множество фрагментов драп, но почти ни одной целой.
Речь в драпах и флокках всегда идет о событиях, очевидцем которых был скальд, или о которых он слышал от очевидцев. О далеком прошлом в скальдических хвалебных песнях, как правило, не говорится. Лишь в XII в. скальды начали сочинять драпы также и о давних событиях.

## Структура драпы
Драпа состоит из трех частей:
- введение «уппхав» (upphaf), в котором скальд просит выслушать его,
- средняя часть «стевьябалк» (stefjabálkr — «раздел со стевом»), в которой перечисляются подвиги восхваляемого,
- заключительная часть «слэм» (slæmr — «разглагольствование»), в которой скальд обычно просит вознаградить его за сложенную им драпу.

Средняя часть обычно самая пространная, и именно в ней присутствует отличающий драпу от других произведений жанра стев — дополнительное предложение, делящее основную часть драпы на фрагменты (stefjamél — «часть между стевами»). Стевы распределялись внутри основной части драпы равномерно, но их количество не было предусмотрено каноном и зависело только от желания автора: 

«правильно вставлять в песнь столько „частей от стева до стева“, сколько он (скальд) захочет, и принято, чтобы все они были равной длины и каждая из них начиналась и заканчивалась стевом (en hvers stefjaméls skal stef upphaf ok niðrlag)»)— (Háttatal, 70: 12-16)

### Стев
Стев (stef), скорее всего, произошел от характерных для эддической поэзии припевов или рефренов, однако в скальдике он обрел беспрецедентное значение сегментирующего элемента, внесшего определенную симметрию в общую композицию песни и преобразовавшего её в качественно новую поэтическую форму.
Производное от «stafr», обозначающего любую вертикальную опору, в том числе «столб», «веха», стев является опорой, несущей на себе всю поэтическую композицию, и отметкой, размеряющей повествование. Стев мог быть совершенно не связан с содержанием драпы и его форма также не была ограничена каким-либо строгим каноном. Имя героя, которому посвящена драпа, чаще всего упоминается только в стеве, который, кроме того, представляет собой резюмирующую хвалебную сентенцию и не рассказывает о подвигах, доблести и т. д., то есть содержит в себе однозначное славословие в адрес героя. Тогда как в самих по себе висах драпы имя героя заменяют кеннинги и хейти. Скальды часто заимствовали стевы у своих предшественников, однако известен случай, когда такое заимствование имело для автора негативные последствия.
Так как именно стев отличал драпу от других хвалебных песней, скальды при сочинении песни уделяли ему наибольшее внимание, развивая и усложняя его структуру.

## Разнообразие
Кроме того, что драпы писались в основном в дротткветте, некоторые из них написаны в других размерах, например, «Драпа о Кнуте» Сигхвата сына Торда, написанная в теглаге. А в зависимости от того, каким событиям посвящались драпы, выделяли также эрфидрапу (erfidrápa — поминальная драпа), щитовую драпу, «выкуп головы», домовую драпу и иногда любовную драпу (mansöngsdrápa).